# مانفريد مور (فنان خوارزمية)
مانفريد مور (بالألمانية: Manfred Mohr)‏ هو فنان تشكيلي ألماني، ولد في 8 يونيو 1938 في بفورتسهايم في ألمانيا.